# MUZ.RU
MUZ.RU (рус. Муз.ру) — один из первых в российском интернет-пространстве магазин легальной цифровой музыки, предлагающий пользователям треки и альбомы из каталогов всех четырёх мэйджоров: Universal Music, Sony Music, Warner Music, EMI. Является первым российским интернет-магазином музыки, интегрированным в проигрыватель Windows Media Player. Предлагает цифровую музыку в формате MP3 из каталогов мэйджоров и большинства российских звукозаписывающих компаний, включая редкие записи советской эстрады. Музыка на MUZ.RU продается отдельными треками и альбомами, а также доступна к прослушиванию и скачиванию в рамках сервисов онлайн радио и подписки (безлимитное скачивание за ежемесячную абонентскую плату).

## История
MUZ.RU основан в 2008 году компанией «Русская Медиагруппа» (входит в Группу «ИФД КапиталЪ») как интернет-магазин по продаже легальной цифровой музыки.
Выход «Русской Медиагруппы» на рынок цифрового музыкального контента и запуск интернет-магазина цифровой музыки был продиктован стремительным ростом числа пользователей Интернета в России, а также большим потенциалом цифровых продаж в России и в мире. По прогнозам аналитиков компании PriceWaterhouseCoopers, к 2011 году объём мирового рынка музыки и музыкального видео на физических носителях (CD и DVD) уменьшится до $17,6 млрд против $29,1 млрд в 2006 году, тогда как продажи музыки через интернет будут расти в среднем на 26,8 % в год.
Сайт MUZ.RU начал работать и принял первые заказы в июле 2008 года, официальный запуск с освещением в СМИ состоялся в октябре 2008 года. Маркетинговое продвижение проекта осуществляется при поддержке медийных ресурсов «Русской Медиагруппы», в частности, радиостанций «Русское Радио», «Максимум», «Хит-ФМ», «DFM», телеканала «RU.TV». В сети проект продвигается на популярных площадках Рунета — в почтовых сервисах, социальных сетях и на развлекательных порталах.
Интернет-магазин MUZ.RU предлагает пользователям легальный контент, все права на произведения и материалы, доступные на сайте, получены от их законных владельцев. Партнёрами интернет-магазина являются все четыре ведущие мировые звукозаписывающие компании Universal Music, Sony Music, Warner Music, EMI, а также такие российские компании, как «Монолит», «Первое Музыкальное Издательство», «Стиль Рекордс», «Империя Звука», «ФГ Никитин», «CD Land», «Dance Planet», «Gala Records». MUZ.RU располагает лицензией Российского Авторского Общества (РАО), крупнейшей организации, управляющей имущественными правами более двадцати тысяч известных российских и зарубежных музыкантов и композиторов.
По данным портала MUZ.RU каталог музыки на текущий момент насчитывает более 500 000 треков. До конца 2009 года каталог планируют расширить до 1 млн песен. Лидерами продаж среди всех музыкальных направлений остаются поп-музыка и шансон.
Согласно данным сервиса статистики SpyLog ежемесячная посещаемость портала на конец июля 2009 года составила 1 022 589 уникальных пользователей.
Серьёзный толчок для продвижения сервиса MUZ.RU дал запуск нового продукта — музыкального магазина MUZ.RU, интегрированного в последнюю версию проигрывателя Windows Media Player 11. Над этой интеграцией MUZ.RU работал совместно с компанией Microsoft. Технологическое сотрудничество музыкального интернет-магазина и компании Microsoft в ключе интеграции сервиса в Windows Media Player было осуществлено впервые на российском рынке. Интернет-магазин MUZ.RU, встроенный в Windows Media Player 11, запустился 19 мая 2009 года, о чём было объявлено на официальной пресс-конференции, где приглашенными спикерами выступили президент компании Microsoft в России Николай Прянишников, Генеральный директор Universal Music Russia Дмитрий Коннов, Директор по IT-развитию Группы ИФД КапиталЪ, Член Правления Группы и Генеральный директор MUZ.RU Сергей Сичкар.

Ранее компания Microsoft уже сотрудничала с российским интернет-магазином GetMusic.Ru, также интегрировав магазин в Windows Media Player, где проигрыватель выступал в качестве веб-витрины. В случае с MUZ.RU технологическая интеграция состоялась на уровне каталога и внутренней функциональности, что определяет MUZ.RU как первый и единственный в Рунете магазин подобного типа.
С запуском сервиса в Windows Media Player 11, по данным MUZ.RU, скачивание увеличилось примерно в тысячу раз по сравнению с периодом до запуска MUZ.RU в Windows Media Player. С конца мая 2009 года в магазине MUZ.RU в Windows Media Player зарегистрировались около 10000 человек (не считая регистраций с портала MUZ.RU).
Одновременно с запуском MUZ.RU в Windows Media Player был также запущен ряд интерактивных сервисов: блог редакции, стриминг (онлайн радио с возможностью составления собственных плей-листов и обмена ими с другими пользователями) и сервис подписки — безлимитного скачивания музыки за ежемесячную абонентскую плату. MUZ.RU и другие ключевые игроки на мировом рынке цифровой музыки в интернете делают ставки на сервис подписки как основной тренд цифровой музыкальной индустрии.
В ближайших планах интернет-магазина MUZ.RU развитие интерактивной составляющей портала: продажа мобильного контента, предоставление пользователям возможности выкладывать свой собственный контент, внедрение рекламной модели для продажи цифрового контента.
В январе 2016 года магазин прекратил работу. По данным на конец 2022 года на сайте muz.ru располагается конкурс «Музыкальный кастинг».

## Сотрудники компании
- Генеральный директор — Сергей Сичкар
- Главный редактор — Александр Изряднов
- Руководитель отдела по работе с партнерами — Павел Слизунов
- PR-Менеджер — Дарья Золотухина

## Интересные факты
- MUZ.RU выступает соучредителем некоммерческого партнерства правообладателей и интернет-продавцов по борьбе с нарушениями авторских и смежных прав. В июле 2009 года MUZ.RU также запустил некоммерческий проект в поддержку легальной музыки в Сети «Территория Легальной Музыки».
- В 2020 году в рунете нишу MUZ.RU занял, пользующийся высокой популярностью, музыкальный портал MUZ.MOSCOW[3][4].